# Stadion Silmasz
Stadion Silmasz – stadion na Ukrainie, we Lwowie, w dzielnicy Bogdanówka przy ulicy Sulimy.
Stadion został wybudowany w latach 1929-1934 na robotniczym, zachodnim przedmieściu Lwowa jakim była wówczas Bogdanówka przy ulicy Ludowej (obecnie Narodna). Początkowo rada miasta przeznaczyła ten teren dla lwowskiego klubu Lechia, ale po protestach robotniczej części mieszkańców miasta przeznaczono go dla klubu Robotniczego Klubu Sportowego Lwów. Niechęć rajców wynikała z lewicowego charakteru klubu, do którego należeli przede wszystkim młodzi pracownicy lwowskich fabryk. Ponieważ miasto nie uczestniczyło finansowo w budowie stadionu więc powstał on ze składek mieszkańców, dlatego też budowa trwała aż pięć lat. Trybuny zakupiono w 1934, gdy podjęto decyzję, że tutaj zostanie rozegrany mecz Polska-Rumunia. Rok później RKS Lwów na murawie tego stadionu zdobyło tytuł Mistrza Polski. Stadion stanowił wówczas część kompleksu sportowego, do którego zaliczały się również boiska do koszykówki, siatkówki i czeskiej piłki ręcznej. Boisko do piłki nożnej otaczała bieżnia lekkoatletyczna oraz nachylony tor kolarski, pod którym mieściły się garaże. Z obiektu tego korzystały również inne kluby m.in. Klub Związku Zawodowego Kolejarzy, Ukraiński Klub Rzemieślniczy „Świt”, zasłużonym gospodarzem obiektu był Jan Pinecki. 
Po zajęciu Lwowa przez Armię Czerwoną kompleks stał się obiektem sportowym pobliskiego Lwiwsilmaszu, widownię rozbudowano do 10 tysięcy miejsc, a od początku lat 50. gospodarzami stadionu była drużyna Silmaszu, poprzednik późniejszego klubu Karpaty Lwów. W 1976 rozegrano tu XIV Turniej Piłki Nożnej Drużyn Szkolnych z całej USSR. Na początku lat 90. był to stadion treningowy FK Lwów, w tym czasie rozpoczęły się tutaj również rozgrywki w rugby. W połowie lat 90. powierzchnię stadionu wydłużono dla potrzeb rugbistów do 110 m, zachowując szerokość 52 m. Dawną bieżnię lekkoatletyczną pokryto żużlem, widownię ulokowano z trzech stron stadionu, tak że pośrodku znalazł się dwupiętrowy budynek administracyjny, zawierający również szatnie i prysznice. W zachodniej części ulokowano boisko do gier zespołowych, a w południowej małe boisko szkoleniowe. Na początku XXI wieku kryzys finansowy sprawił, że obiekt zaczął niszczeć. Z czasów RKS pozostałą jedynie murawa, infrastruktura i budynek administracyjny zostały zdewastowane, trybuny zniszczono, obiekt nie jest dozorowany, a jego ogrodzenie rozkradziono. Obecnie jest sporadycznie wykorzystywany do celów treningowych.